# 드래곤 에그
《드래곤 에그》는 지앤지엔터테인먼트에서 제작한 애니메이션으로, 2017년 11월 6일부터 11월 27일까지 KBS 2TV에서 방영했다가, 2018년 5월 24일부터 2019년 4월 25일까지 KBS 1TV에서 방영했다.

## 방송 일시
| 방송 채널 | 방송 기간                         | 방송 시간 |
| --------- | --------------------------------- | --------- |
| KBS 2TV   | 2017년 11월 6일 ~ 11월 27일       | 종료      |
| KBS 1TV   | 2018년 5월 24일 ~ 2019년 4월 25일 | 종료      |

## 등장인물

### 인간

#### 오라클
- 태오
- 세라
- 레이
- 차오
- 민 박사
- 미하일

#### 헌터단
- 미노
- 미나

#### 디펙터
- 단테
- 카이저
- 아이스
- 레이븐
- 스텔라

### 드래곤
- 파이어 드래곤(미르)
- 마그마 라이온(레오)
- 오로라 씨호스(리라)
- 소드 드래곤(스팅)
- 소닉 호크(헤르츠)
- 어비스 드래곤(디프)
- 스탤스 배트(쉐도우)
- 히드라 드래곤(다중이)
- 파이어 폭스(나인)
- 포이즌 스콜피온(그린)
- 메두사 스네이크(하데스)

## 스킬(기술)

### 비(飛)
- 드래곤 다이브
- 드래곤 윙비트
- 그라운드 제로
- 솔라 빔
- 그레이트 토네이도
- 메가 썬더볼트

### 속(速)
- 스피드 너클
- 드래곤 콤보
- 쉐도우 차지
- 페이탈 블로우
- 데빌 샌드스톰
- 로커스트 스웜

### 강(剛)
- 드래곤 클래쉬
- 파이널 스매쉬
- 매스 임팩트
- 하이퍼 그라인딩
- 파이널 메테오라이트
- 매스 아발란체

### 참(斬)
- 드래곤 슬래쉬
- 브루탈 클로우
- 에너지 스팅
- 드래곤 바이트
- 자이언트 아이시클
- 데쓰 스태래그마이트

## 목소리 출연
- 안영미: 태오
- 김선혜: 세라
- 엄상현: 레이, 다중이(가운데)
- 민승우: 단테
- 강호철: 차오
- 우정신: 민 박사, 리라
- 강규리: 미노
- 이호산: 레이븐
- 김인: 카이저
- 김새해: 아이스

## 방영 목록
| 회차       | 제목                         | 방송 일자        |
| ---------- | ---------------------------- | ---------------- |
| 1화        | 전설의 드래곤 에그           | 2017년 11월 6일  |
| 2화        | 드래곤 배틀에서 이겨라!      | 2017년 11월 7일  |
| 3화        | 미나 미노 헌터단             | 2017년 11월 13일 |
| 4화        | 오라클 요원이 되어줘!        | 2017년 11월 14일 |
| 5화        | 사고뭉치 태미                | 2017년 11월 20일 |
| 6화        | 디펙터 더스트의 습격         | 2017년 11월 21일 |
| 7화        | 오라클 정예 요원, 차오       | 2017년 11월 27일 |
| 8화        | 심층부를 찾아서              | 2018년 5월 31일  |
| 9화        | 심층부 탐험                  | 2018년 6월 7일   |
| 10화       | 예언의 방                    | 2018년 6월 14일  |
| 11화       | 미르가 이상해                | 2018년 6월 21일  |
| 12화       | 드래곤의 눈을 가진 아이      | 2018년 7월 5일   |
| 13화       | 용란촌을 향해 출발           | 2018년 7월 12일  |
| 14화       | 사막을 건너서                | 2018년 7월 19일  |
| 15화       | 전설의 마을, 용란촌 도착!    | 2018년 7월 26일  |
| 16화       | 최초의 드래곤                | 2018년 8월 2일   |
| 17화       | 비밀의 사원을 찾아서         | 2018년 8월 16일  |
| 18화       | 특수 기술 훈련               | 2018년 8월 30일  |
| 19화       | 뒤바뀐 영혼                  | 2018년 9월 6일   |
| 20화       | 성공! 특수기술               | 2018년 9월 27일  |
| 21화       | 오라클과 디펙터, 격돌        | 2018년 10월 4일  |
| 22화       | 미녀 스파이 스텔라           | 2018년 10월 18일 |
| 23화       | 드러난 스텔라의 정체         | 2018년 10월 25일 |
| 24화       | 디펙터의 습격                | 2018년 11월 1일  |
| 25화       | 적과의 동행                  | 2018년 11월 8일  |
| 26화       | 드래곤의 영혼을 지켜라!      | 2018년 11월 14일 |
| 27화       | 육각촌을 향해 출발           | 2018년 11월 15일 |
| 28화       | 고대 기술의 도시, 육각촌     | 2018년 11월 21일 |
| 29화       | 깨어난 미르                  | 2018년 11월 22일 |
| 30화       | 출동! 태미미 헌터단          | 2018년 11월 28일 |
| 31화       | 고대 드래곤, 솔라 엘리게이터 | 2018년 11월 29일 |
| 32화       | 세라의 특수 기술             | 2018년 12월 6일  |
| 33화       | 대결! 세라 대 스텔라         | 2018년 12월 12일 |
| 34화       | 용환술로 물리쳐라!           | 2018년 12월 13일 |
| 35화       | 모여드는 디펙터 일당         | 2018년 12월 20일 |
| 36화       | 레이가 위험해                | 2018년 12월 27일 |
| 37화       | 깨어난 마그너스 드라고닉스   | 2019년 1월 3일   |
| 38화       | 전설의 궁극기술              | 2019년 1월 10일  |
| 39화       | 레이의 배신                  | 2019년 1월 17일  |
| 40화       | 용환술 마스터                | 2019년 1월 24일  |
| 41화       | 각성한 마그너스 드라코닉스   | 2019년 1월 31일  |
| 42화       | 디펙터의 역습                | 2019년 2월 7일   |
| 43화       | 단테의 기억속으로            | 2019년 2월 14일  |
| 44화       | 빙설촌 잠입 작전             | 2019년 2월 21일  |
| 45화       | 또 하나의 드라코니스         | 2019년 3월 7일   |
| 46화       | 본색을 드러낸 판도라         | 2019년 3월 14일  |
| 47화       | 연결기 수리 대작전           | 2019년 3월 21일  |
| 48화       | 판도라 잠입 작전             | 2019년 3월 28일  |
| 49화       | 돌아온 레이의 기억           | 2019년 4월 4일   |
| 50화       | 마그너스를 깨워라!           | 2019년 4월 11일  |
| 51화       | 최후의 결전                  | 2019년 4월 18일  |
| 최종화(52) | 안녕, 미르                   | 2019년 4월 25일  |